# Меркулов, Иван Захарович
Иван Захарович Меркулов (25 декабря 1917, село Русаново, Тульская губерния — 5 февраля 2004, Архангельск) — советский артист балета, балетмейстер, народный артист РСФСР.

## Биография
Иван Захарович Меркулов родился 25 декабря 1917 года в семье крестьянина-середняка в селе Русаново Тульской губернии. В 1930 году семья переехала в Москву. Учился в средней школе № 18. Полтора года был беспризорником, скитался по стране, неоднократно попадал в приюты. Окончил школу фабрично-заводского ученичества при заводе «Авиахим», работал там же сборщиком самолётов. С 1935 года занимался в балетной студии при ДК «Авиахим». 
В 1937 году был принят в Государственный ансамбль народного танца СССР под руководством Игоря Моисеева. В 1938—1940 годах служил в Красной армию в 15-м отдельном железнодорожном батальоне войск НКВД в Воронеже. После демобилизации вернулся в ансамбль. 
В 1941 году стал артистом балета в ансамбль песни и пляски Центрального дома культуры железнодорожников, которым в то время руководили хормейстер С. О. Дунаевский и балетмейстеры П. П. Вирский и Н. А. Болотов.
В годы Великой Отечественной войны в 1942—1946 годах был балетмейстером ансамбля песни и пляски 17-й армии Советских войск, дислоцировавшейся в МНР. Работал во фронтовых бригадах, ансамбле, выступал с концертами перед солдатами. 
С 1947 года был солистом балета в Государственном узбекском театре оперы и балета имени Я. М. Свердлова в Ташкенте, работал балетмейстером ансамбля песни и пляски Туркестанского военного округа (ТуркВО). Затем некоторое время работал в Ансамбле танца РСФСР в Горьком, в Ростовском государственном цирке, в Украинском музыкально-драматическом театре имени Г. И. Петровского в Хмельницком, после чего вновь вернулся в Ташкент. Исполнял главные партии и роли в балетах «Бахчисарайский фонтан», «Красный мак», «Дон-Кихот», «Конёк-Горбунок», «Медный всадник».
В 1953—1960 годах работал в Донецке в театре оперы и балета, Донецком украинском музыкально-драматическом театре имени Артёма, Украинском ансамбле песни и танца и в Хореографической школе. 
Окончил балетмейстерское отделение ГИТИСа. В 1960—1963 годах был хореографом-консультантом Центрального Дома народного творчества имени Крупской в Москве. 
В 1963—1967 годах руководил ансамблем «Современник» в Доме культуры имени Зуева, где поставил ряд миниатюр и современных композиций на различных концертах и в театрах. Одновременно в 1964—1966 годах был балетмейстером первомайских парадов на Красной площади в Москве.
С 1967 до 1991 года был главным балетмейстером Северного русского народного хора. За 25 лет поставил свыше двадцати хореографических композиций, сюит, танцев, народных представлений. Занимался поиском и восстановлением северных народных танцев, песен и обычаев. Например, в 1968 году создал сцены «Северная барабушка» по мотивам народного танца «Барабушка». В 1970 году поставил танцевальную сюиту «Пинежские танцы». В 1975 году поставил танцевальную сценку-кадриль «Шенкурские заковырки». Поставил хореографические композиции: хоровод «Вологодские кружева», «Северная круговая кадриль», лирический танец «Летел голубь», мужская игровая пляска «Русские коленца».
Вёл большую общественную работу, являясь членом и председателем жюри всероссийских и международных смотров-конкурсов и фестивалей песни и танца.
В 1991 году ушёл на пенсию. Умер 5 февраля 2004 года, похоронен в Архангельске на кладбище «Южная Маймакса».

### Семья
- Отец — Захар Егорович Меркулов, крестьянин.
- Жена — Тамара Петровна Меркулова (в девичестве Образцова).

## Награды и премии
- Орден Красной Звезды.
- Медаль «За победу над Германией в Великой Отечественной войне 1941—1945 гг.».
- Медаль «За победу над Японией».
- Благодарность от Верховного Главнокомандующего Вооружёнными Силами СССР.
- Заслуженный деятель искусств РСФСР (13.01.1975)[2].
- Народный артист РСФСР (1984).
- Орден Отечественной войны II степени (1985).
- Почётная грамота Министерства культуры СССР за большие успехи в пропаганде советского хорового искусства и в связи с 50-летием со дня основания Государственного Северного русского народного хора.